# 路口戰鬥
路口戰鬥發生於1933年元月5日，地點則是在中國江西分宜。是第一次国共内战前期主要戰鬥之一，交戰一方為中華民國國民革命軍，另一方則為中國共產黨所領導之中國工農紅軍。戰鬥末了，紅軍傷亡五百餘人，國軍佔領江西分宜。